# Зорин, Владимир Викторович
Владимир Викторович Зо́рин (р. 1953) — советский и российский химик-органик, доктор химических наук, профессор.

## Биография
Родился 26 января 1953 года в Уфе (ныне Башкортостан).
В 1975 году окончил Уфимский нефтяной институт.
Место работы: Уфимский нефтяной институт c 1975 года — научный сотрудник, руководитель отделения отраслевой лаборатории, руководитель отдела; с 1987 года — заведующий кафедрой. Одновременно руководитель отдела тонкого органического синтеза, заместитель генерального директора по научной работе Государственного инженерного центра «Реактив» (1987—1992); и. о. директора (1992—1993), заместитель директора по научной работе (1993—1999) НИИ тонкого органического синтеза (ныне НИИ малотоннажных химических продуктов и реактивов).
Научные направления работы Зорина: радикальные, ион-радикальные, окислительно-восстановительные, гомогенно-каталитические реакции, гомо-генно-каталитические реакции, биосинтез, биокатализ, регио- и энантио-селективная биотрансформация органических соединений. Он разработал методы синтеза би- и полифункциональных органических соединений различных классов.
Член-корреспондент АН РБ (1995), доктор химических наук (1984), профессор (1987),

## Труды
Зорин Владимир Викторович — автор более 500 научных работ, включая 7 монографий, более 70 авторских свидетельств и патентов.
Механизмы реакций. М.: Химия, 1987 (соавтор).
Межфазный катализ в химии 1,3-диоксациклалканов. М.: Химия, 1993.
Константы скорости гомолитических жидкофазных реакций 1,3-дигете-роаналогов циклоалканов и родственных соединений. Уфа: ГИНТЛ «Реактив», 1999.

## Награды и премии
- премия Ленинского комсомола (1983) — за разработку научных основ и новой технологии процессов получения кислородосодержащих соединений, мономеров и реактивов для использования в химической и нефтехимической промышленности
- премия комсомола Башкирии (1981).
- заслуженный деятель науки РФ (1998)
- Почётный работник высшего профессионального образования РФ (2003).